# Victor Campbell
Victor Lindsay Arbuthnot Campbell (20 de agosto de 1875-19 de noviembre de 1956) fue un marino y explorador británico. Nacido en Brighton, era hijo de Hugh Campbell y Lucy Eleanor Archer.
En 1910 estuvo a la cabeza del equipo Norte de la expedición Terra Nova de Robert Falcon Scott, en la Antártida. Dos años más tarde regreso al cabo Evans, y tras recorrer 370 km de mar helado, descubrió la muerte de Scott y de sus hombres.
Durante la I Guerra mundial fue el comandante del batallón Drake en Galípoli y los Dardanelos, donde recibió la Orden de Servicios Distinguidos. Participó en la batalla de Jutlandia y en el raid de Zeebrugge a bordo del HMS Warwick (1918). Sirvió en el Dover Patrol e hizo fracasar un U-Boot (por lo cual se le concedió una barra más en su Orden de Servicios Distinguidos). Más tarde se convirtió en capitán de la Royal Navy. Tras realizar una misión en Arjanguelsk (Rusia, se le concedió la Orden del Imperio Británico.
Falleció el 19 de noviembre de 1956 en Corner Brook en la provincia de Terranova y Labrador (entonces llamado Dominio de Terranova).
Publicó su diario sobre sus experiencias en la Antártida, The Wicked Mate: The Antarctic Diary of Victor Campbell.